# جک اسکات
جک اسکات (انگلیسی: Jake Scott؛ زادهٔ ۱۹۶۵ (۵۹–۶۰ سال)) کارگردان فیلم و کارگردان ویدئو موزیک اهل انگلستان است.